# 1980年モスクワオリンピックのウガンダ選手団
1980年モスクワオリンピックのウガンダ選手団（1980ねんモスクワオリンピックのウガンダせんしゅだん）は、1980年にモスクワで開催されたオリンピックのウガンダ選手団。

## メダル

### 銀
- ジョン・ムガビ — ボクシング男子ウェルター級

## レファレンス
- Official Olympic Reports
- Olympic Results, Gold Medalists and Official Records
- sports-reference